# Albert Waldenspul
Albert Waldenspul (* 25. April 1885 in Wald (Hohenzollern); † 22. Februar 1979 in Hechingen) war ein römisch-katholischer Pfarrer, Heimatforscher und Kunsthistoriker.
Albert Waldenspul absolvierte wie bei hohenzollerischen Landeskindern üblich, das Gymnasium in Sigmaringen als Zögling des dortigen Fidelishauses. Anschließend studierte er Theologie in Freiburg. Nach der Priesterweihe am 6. Juli 1910 war er Vikar in Hechingen, Kaplan in Veringendorf und dort Pfarrer seit 1914, anschließend in Gruol (1920), Bad Imnau (1936) und Melchingen (1943), wo Waldenspul 1960 anlässlich seines Goldenen Priesterjubiläums das Ehrenbürgerrecht verliehen wurde. 1961 in den Ruhestand versetzt, blieb Waldenspul bis zu seinem Tod 1979 in Melchingen ansässig. Er verstarb im Krankenhaus in Hechingen und wurde in Melchingen beerdigt.
Pfarrer Waldenspul war ein beliebter Seelsorger, der hohe Wertschätzung genoss. Nach dem Theologiestudium in Freiburg, das kunstgeschichtliche Vorlesungen bei Joseph Sauer umfasste, besuchte er in Tübingen das kunsthistorische Seminar von Georg Weise. Im Ergebnis entstand die Publikation zur Holzplastik des Laucherttales in Hohenzollern sowie die Beiträge zu Haigerloch in den „Kunstdenkmälern Hohenzollern“. Mit mehr als 70 Aufsätzen zur Kunstgeschichte Hohenzollerns trug Waldenspul zur Sicherung des historischen Erbes bei, dem er lebenslang vor allem auch durch unermüdliche Vortragstätigkeit Geltung verschaffte.
Albert Waldenspul war auch im Schwäbischen Albverein aktiv. So war er 1918 trotz Inflation und großer Not bei der Gründung der Ortsgruppe Veringendorf deren erster Vertrauensmann.

## Fotos
Die Fotosammlungen von Albert Waldenspul sind im Staatsarchiv Sigmaringen archiviert und online abrufbar.
- Nachlass Albert Waldenspul: Glasplatten, Diapositive und Alben[5][6]
- Nachlass Albert Waldenspul: Fotosammlung[7][8]